# ابدومینوپلاستی

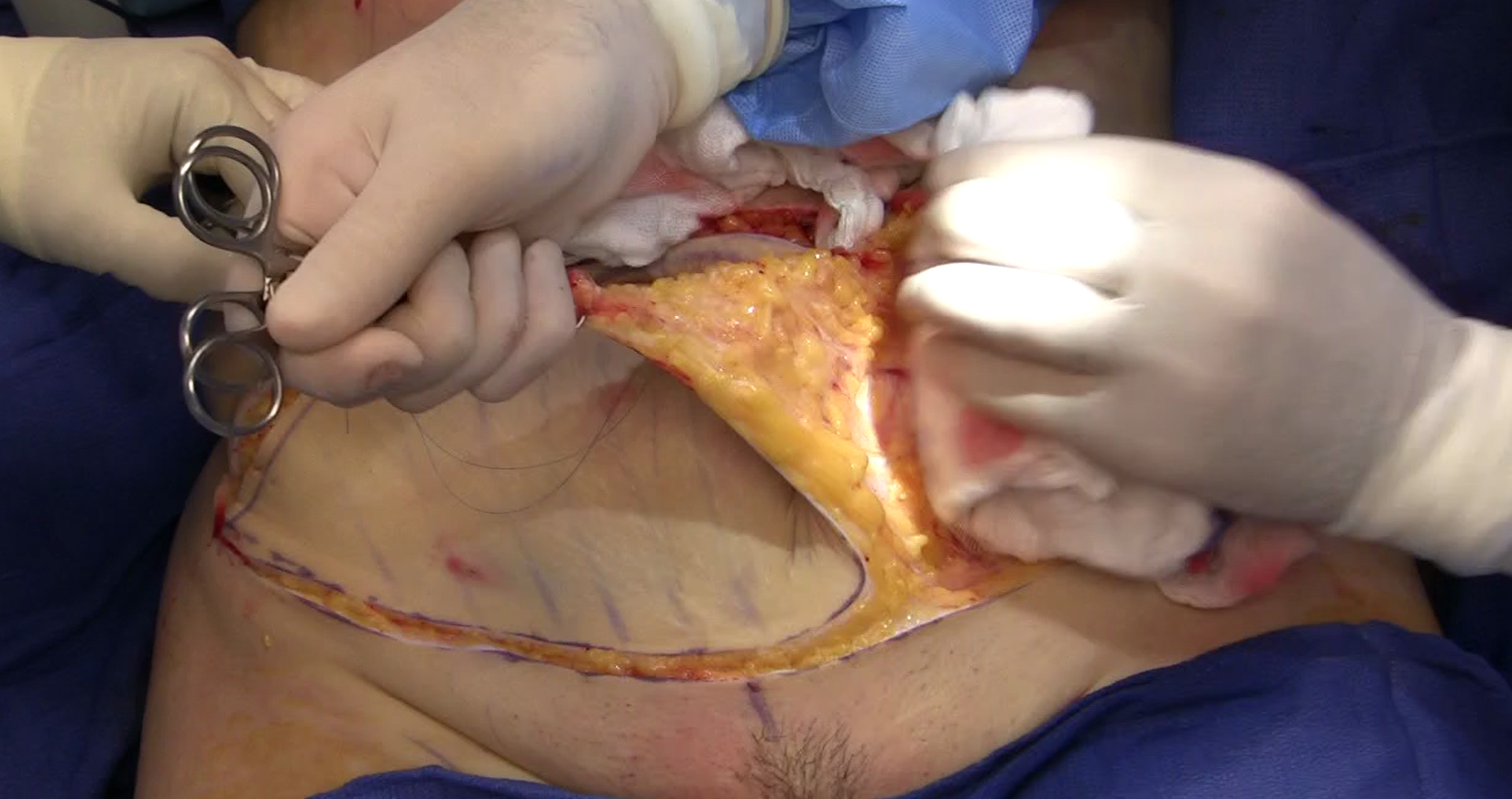
اَبدومینوپلاستی

اَبدومینوپلاستی (به انگلیسی: Abdominoplasty) یا تامی تاک، نوعی عمل جراحی پلاستیک است که طی آن، چربی و پوست اضافه‌ای که کشسانی خود را از دست داده‌است جدا شده و شکم فرد سفت‌تر و خوش‌فرم‌تر می‌شود. این عمل جراحی بیشتر برروی بانوان باردار یا افراد دارای اضافه وزن انجام می‌شود که به موجب از دست دادن وزن زیاد، پوست اضافه آورده و حال خواهان از بین بردن این پوست اضافه هستند.
در عمل اَبدومینوپلاستی، مقداری چربی اضافی در ناحیهٔ شکم برداشته می‌شود، عضلات شکم که فاصله دارند؛ ترمیم می‌شوند و پوست شل و افتاده و ترک‌خورده هم برش داده می‌شود.

## انواع
عمل اَبدومینوپلاستی سه نوع است: اَبدومینوپلاستی کامل، مینی اَبدومینوپلاستی و اَبدومینوپلاستی گرداگرد
- اَبدومینوپلاستی کامل: شامل دو برش یکی در قسمت وسط ناف و دیگری در ناحیه پایینی شکم است. در برخی موارد ممکن است ناف جابه‌جا شود و همچنین پوست و بافت‌های اضافه جدا شود.
- اَبدومینوپلاستی کوچک (مینی ابدومینوپلاستی): برش کوچک‌تری نسبت به اَبدومینوپلاستی کامل ایجاد می‌شود؛ این گونه از اَبدومینوپلاستی مناسب افرادی است که دارای چربی ذخیره شده در قسمت پایینی ناف خود هستند.
- اَبدومینوپلاستی گرداگرد: شامل ناحیهٔ پشت کمر هم می‌شود. در این روش، بیمار یک‌بار بر روی شکم و بار دیگر به پشت قرار می‌گیرد و چربی و پوست مضاعف شکم به‌طور کامل تخلیه می‌گردد.

## خطرات و عوارض احتمالی
پس از این عمل ممکن است خطراتی از قبیل موارد زیر بیمار را تهدید کند:
- عفونت
- باقی ماندن جای زخم؛ در عمل اَبدومینوپلاستی یک برش به صورت افقی روی قسمت پایین شکم انجام می‌شود که باعث می‌شود یک جای زخم بزرگ در آنجا بماند. در بعضی موارد، ناف را هم جابه‌جا می‌کنند که باعث دو جای زخم دور ناف می‌شود. جای زخم‌ها معمولاً در زیر لباس پنهان می‌شوند، اما هرگز ناپدید نمی‌شوند. برخی از افراد ممکن است با این جای زخم‌ها احساس خوشایندی نداشته باشند.
- کبودی
- بی‌حسی
- تشکیل لختهٔ خون
- واکنش سوء به بیهوشی